# Justine (fumetto)
Justine è un personaggio immaginario protagonista di una omonima serie a fumetti pubblicata sul settimanale ABC pubblicato in Italia dalla S.E.A. Società Editoriale Attualità da luglio 1966 a maggio 1968.

## Storia del personaggio
La storia di Justine ha inizio dalla sua nascita avvenuta sotto un cavolo. La bambina viene poi adottata da due curiosi individui, Sadoc e Masoc e, una volta cresciuta, diventata una splendida ma ingenua fanciulla, è sfruttata dai genitori adottivi per carpire segreti industriali, informazioni riservate di politica e anticipazioni finanziarie. Justine perde i vestiti e resta candidamente nuda molto spesso, una circostanza che l'accosta sia alla Little Annie Fanny di Harvey Kurtzman e Will Elder, pubblicata su Playboy, sia alle coeve eroine falsamente ingenue del fumetto erotico dell'epoca come Barbarella di Forest e Biancaneve di Leone Frollo, anche se il suo universo surreale è più simile a quello di Valentina o di altre eroine create da Guido Crepax (si pensi in particolare alla Bianca protagonista di La casa matta - Bianca, una storia eccessiva del 1969).
La satira si mescola con l'attualità nelle avventure di Justine, e l'eroina incontra attori, uomini politici e altri personaggi del mondo reale, messi in caricatura (come accadeva anche in altri fumetti “per adulti” di quel periodo, quali per esempio il poco precedente Alika o, successivamente, “Telerompo”).

## Autori
L'autore dei disegni è Marco Rota, noto disegnatore di personaggi disneyani. I testi sono invece dello scrittore friulano (nacque a Udine nel 1928) Alcide Paolini. Padre dell'autore e produttore televisivo Gregorio Paolini, ha al suo attivo diversi romanzi (Verbale d'amore, Lezione di tiro, La gatta, Paura di Anna, La bellezza, L'eterna finzione, Una strana signora). In quello stesso periodo infatti, oltre ai testi per Justine, Alcide Paolini collabora con ABC pubblicando sul settimanale una serie di racconti, prevalentemente di tema fanta-horror (La scomparsa del robot, L'ectoplasma nel letto, Le scatolette nere, Il lombrico alato, L'equazione del professor Caruso, La mafia interplanetaria).

## Episodi
Le storie che hanno per protagonista Justine, tutte pubblicate su ABC, sono soltanto sette:
- I episodio, I vizi dell'innocenza, in ABC, dal n. 28 (10 luglio 1966) al n. 39 (25 settembre 1966), anno VII, 24 tavole.
- II episodio, in ABC, dal n. 40 (2 ottobre 1966) al n. 3 (15 gennaio 1967), anno VII e VIII, 32 tavole.
- III episodio, Un'altra avventura, in ABC, dal n. 4 (22 gennaio 1967) al n. 18 (30 aprile 1967), anno VIII, 30 tavole.
- IV episodio, in ABC, dal n. 19 (7 maggio 1967) al n. 32 (6 agosto 1967), anno VIII, 28 tavole.
- V episodio, in ABC, dal n. 33 (13 agosto 1967) al n. 46 (12 novembre 1967), anno VIII, 28 tavole.
- VI episodio, in ABC, dal n. 47 (19 novembre 1967) al n. 6 (11 febbraio 1968), anno VIII e IX, 26 tavole.
- VII episodio, in ABC, dal n. 7 (18 febbraio 1968) al n. 20 (19 maggio 1968), anno IX, 28 tavole.